# Саннікола
Саннікола (італ. Sannicola, сиц. Sannicola) — муніципалітет в Італії, у регіоні Апулія,  провінція Лечче.
Саннікола розташована на відстані близько 510 км на південний схід від Рима, 155 км на південний схід від Барі, 30 км на південь від Лечче.
Населення — 5924 особи (2014).
Щорічний фестиваль відбувається 8 вересня. Покровитель — S. Maria delle Grazie.

## Демографія
Населення за роками:

Станом на 1 січня 2023 року в муніципалітеті офіційно проживало 118 іноземців з 24 країн, серед них 62 громадяни країн Євросоюзу та 2 громадяни України.

## Сусідні муніципалітети
- Алеціо
- Галатоне
- Галліполі
- Нев'яно
- Тульє